# Układ grupowy Rh
Układ grupowy Rh – układ grupowy krwi u człowieka. Obecnie wyróżnia się w jego obrębie 49 antygenów. Nazwa układu pochodzi od rodzaju małp Rhesus, od których po raz pierwszy uzyskano krwinki Rh+. 

## Genetyka układu Rh
Geny układu Rh znajdują się na krótkim ramieniu chromosomu 1 (loci: 1p34.3-1.p36.1). W locus tym znajdują się geny układu RHD i RHCE, wykazujące 96% homologię. Obydwa geny składają się z 10 eksonów, kodujących polipeptydy o długości 416 aminokwasów. Gen RHD odpowiada za biosyntezę antygenu D, natomiast gen RHCE za syntezę antygenów: C, c, E i e. Brak antygenu D najczęściej jest wynikiem delecji genu RHD, która wynika z nierównomiernego procesu crossing-over, w obrębie sekwencji rhesus boxes.

## Antygeny
Antygeny Rh występują tylko na krwinkach czerwonych. Pojawiają się około 6. tygodnia życia płodowego i od samego początku wykazują dużą immunogenność. Wszystkie są białkami. W układzie Rh występuje 5 głównych antygenów:
- antygen D – genotypy DD lub Dd; allel d jest genem niemym i genotyp dd nie koduje żadnego antygenu;
- antygen C – genotypy CC lub Cc;
- antygen c – genotyp cc;
- antygen E – genotypy EE lub Ee;
- antygen e – genotyp ee.

Najistotniejszym i najbardziej immunogennym w tym układzie jest antygen D. Z tego powodu osoba, która ma na powierzchni erytrocytów antygen D, określa się mianem Rh+, bez względu na obecność pozostałych antygenów tego układu. U ok. 20% osób erytrocyty nie reagują z surowicą anty-D. Takie osoby określa się mianem Rh−. 

### Słaby antygen D
Istnieje również odmiana w obrębie układu Rh określana mianem słabego antygenu D (Du) występująca u 1% populacji. Osoba z tą odmianą określana jest jednocześnie dawcą Rh+ i biorcą Rh−. Wówczas dochodzi do sytuacji, w której antygen D obecny na erytrocytach jest nieprawidłowy, co w przypadku przetoczenia tej osobie krwi Rh+ mogłoby skutkować wytworzeniem przeciwciał przeciwko pełnowartościowym antygenom D dawcy. Z tego powodu krew tej osoby jako biorcy określa się Rh−. Kiedy natomiast osoba jest dawcą, istnieje niebezpieczeństwo wytworzenia przez biorcę przeciwciał przeciwko słabym antygenom D. Wówczas osoba jest opisywana jako dawca Rh+.

## Przeciwciała
Przeciwciała anty-Rh są przeważnie w klasie IgG i w przeciwieństwie do przeciwciał anty-AB0, zostają zsyntetyzowane dopiero w wyniku kontaktu z antygenem Rh w czasie ciąży (konflikt serologiczny) lub po transfuzji krwi niezgodnej w ramach układu Rh. Wytworzenie przeciwciał w klasie IgG wymaga czasu, więc reakcja odpornościowa zachodzi znacznie później niż w przypadku niezgodności w układzie AB0. Z tego powodu konflikt serologiczny dotyczy najczęściej dopiero następnej ciąży.

## Częstość występowania
Grupa krwi Rh− pojawiła się jako mutacja w Europie ok. 25-35 tys. lat temu, obecnie ma ten układ ok. 16% Europejczyków (najczęściej spotykany wśród Basków – ok. 35% oraz Żydów aszkenazyjskich). Grupa Rh− występuje bardzo rzadko u rdzennych mieszkańców innych kontynentów (którzy nie mają przodków Europejczyków) – ma ją zaledwie 9 na 10 000 osób w Afryce i 1 na 10 000 w pozostałych kontynentach. Spośród mieszkańców USA ok. 15% osób ma grupę Rh−, gdyż wielu z nich ma korzenie europejskie (grupa ta występuje np. u ok. 5-10% Afroamerykanów). Genotyp Dd ma ok. 40-45% Europejczyków, 3% rdzennych Afrykańczyków i mniej niż 1% rdzennych mieszkańców Azji, Ameryki i wysp Pacyfiku.